# Kościół św. Jana Chrzciciela i Świętych Apostołów Szymona i Judy Tadeusza w Hostynnem

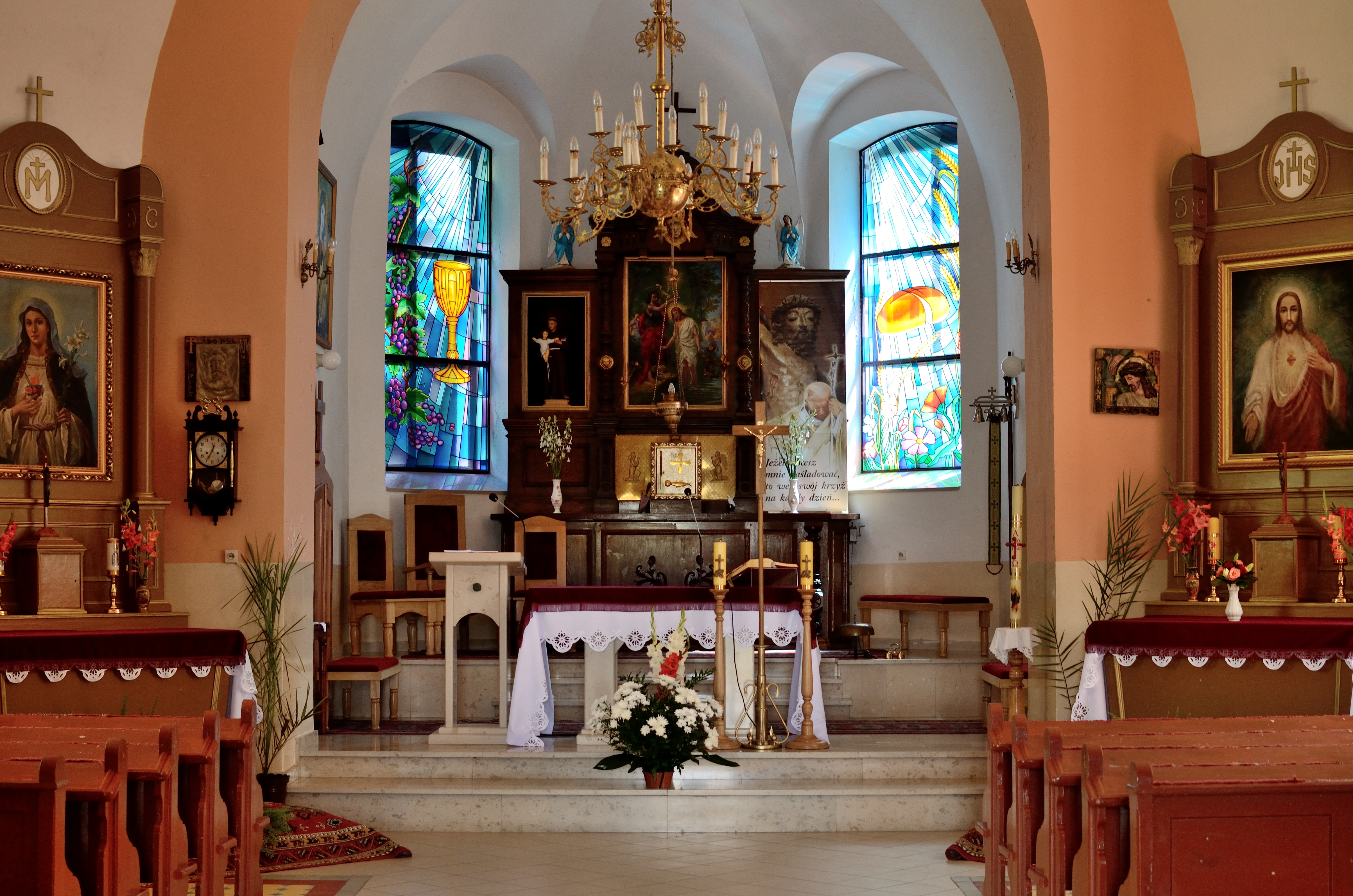
Wnętrze budynku

Kościół św. Jana Chrzciciela i Świętych Apostołów Szymona i Judy Tadeusza w Hostynnem – parafialny kościół w Hostynnem, wzniesiony w latach 1889-1890 jako cerkiew prawosławna.

## Historia
Cerkiew pod wezwaniem św. Jerzego i św. Jana Chrzciciela została wzniesiona w latach 1889-1890 w stylu bizantyńsko-rosyjskim według projektu Wiktora Syczugowa na miejscu starszej świątyni unickiej. Poświęcenia świątyni dokonał 30 września 1890 protoprezbiter Joann Goszowski.
Według informacji diecezji zamojsko-lubaczowskiej budynek został przejęty przez Kościół łaciński w 1919, zaś rekoncyliowany na kościół w 1949. B. Seniuk twierdzi, że dawną cerkiew zaadaptowano na kościół dopiero po II wojnie światowej. Grzegorz Jacek Pelica wskazuje, że jeszcze w 1927 w Hostynnem funkcjonowała parafia prawosławna.
Budynek został poważnie zniszczony w okresie II wojny światowej i w latach 50. XX wieku został wyremontowany. W 1964 przebudowano jego wieże, usuwając elementy typowe dla architektury cerkiewnej. Kościół jest jednonawowy.
W sąsiedztwie budynku znajdował się unicki, a następnie prawosławny cmentarz, zniszczony po przejęciu obiektu przez Kościół katolicki. Z nekropolii pozostał jeden, datowany na r. 1885, nagrobek.